# كوباجا
كوباجا (بالإندونيسية: Kopaja) أو تعاونية جاكرتا للمواصلات (بالإندونيسية: Koperasi Angkutan Jakarta) هي جمعية تعاونية تأسست عام 1971 لتقديم خدمات النقل العام في جاكرتا عاصمة إندونيسيا. بحسب ما ورد كان هناك أكثر من 1.400 حافلة صغيرة في أسطول كوباجا حتى منتصف عام 2012، ويقدر أن أكثر من نصفها يزيد عمرها عن 20 عامًا.
تتمتع حافلات كوباجا بسعة 20-30 مقعدًا مثل خدمة ميترو ميني المماثلة العاملة في العاصمة. حافلات كوباجا تحمل اللونين الأخضر والأبيض. لكن على الرغم من السعة الاسمية لـ 20-30 راكبًا، إلا أن حافلات كوباجا غالبًا ما تكون مكتظة بشكل كبير. غالبًا ما تتعرض السلامة للخطر بسبب ممارسة التحميل الزائد. بالإضافة إلى ذلك غالبًا ما يكون السائقون متهورين ولا يهتمون بالعلامات المرورية وحركة المرور الأخرى. وعلاوة على ذلك غالبًا ما يتم صيانة مركبات الديزل كوباجا بشكل سيء وتساهم في كميات كبيرة من التلوث في جاكرتا. في أواخر عام 2012 رداً على الانتقادات، اعترف رئيس منظمة كوباجا بأن حوالي 70٪ من حافلات كوباجا لم تكن جديرة بالسير في الطرق ولكنه قال إن التحسينات ستحتاج إلى دعم من حكومة جاكرتا.
على الرغم من هذه المشاكل تعتبر خدمة حافلات كوباجا مثل خيارات النقل بالحافلات الأخرى منخفضة التكلفة مثل عربات أنغكوت المحلية الصغيرة، جزءًا رئيسيًا من شبكة النقل في جاكرتا. هناك العديد من الطرق التي تتقاطع مع المدينة وترتبط بنظام حافلات تقل جاكرتا للنقل السريع. فيما يتعلف بالأسعار، فالأسعار 2.000 روبية لكل رحلة لمعظم الخدمات، حيث تعد رخيصة جدًا. وقد اجتذبت الجهود المبذولة لترقية الخدمة من خلال تقديم حافلات كوباجا مكيفة في عام 2012، وحتى الآن هذه الحافلة المكيفة تعد محدودة جدًا لأن الركاب يترددون في دفع السعر الأعلى البالغ 5.000 روبية للحافلات عالية الجودة. محاولات أخرى من وقت لآخر من قبل حكومة جاكرتا لتحسين الخدمات، فعلى سبيل المثال في أواخر عام 2015 أُعلن أن الحكومة ستوفر حافلات جديدة أكبر على أحد مسارات كوباجا (الطريق إس 66) وتشديد ترتيبات الأسعار على الطريق.

## الطرق
حافلات كوباجا مُرقمة وتسير على طول مسارات محددة. يصعب أحيانًا تحديد الأرقام نظرًا لأنها يتم نشرها بطريقة عشوائية إلى حد ما في الحافلات، وعادة ما تكون على النوافذ الأمامية والخلفية وأحيانًا أو بدلاً من ذلك على النوافذ الجانبية. هناك أيضًا محطات حافلات مخصصة ولكن نادرًا ما يتم استخدام محطات الحافلات. بدلاً من ذلك يلوح الركاب فقط بالحافلات التي تسير ببطء، ثم يشيرون لاحقًا إلى المكان الذي يرغبون في الانتقال إليه. تقوم الموصلات المتدلية من الأبواب الأمامية أو الخلفية لكوباجا بتسهيل ترتيبات النزول والصعود والوقوف.